# Aleksandra Pavlovna af Rusland
Aleksandra Pavlovna af Rusland (russisk: Александра Павловна; tr. Aleksandra Pavlovna) (9. august 1783 – 16. marts 1801) var en russisk storfyrstinde, der var datter af tsar Pavel 1. af Rusland og blev gift med ærkehertug Josef af Østrig, palatin af Ungarn.

## Biografi

### Tidlige liv
Storfyrstinde Aleksandra Pavlovna blev født den 9. august 1783 i Tsarskoje Selo udenfor Sankt Petersborg i det Russiske Kejserrige. Hun var det tredje barn og første datter af tsar Pavel 1. af Rusland i hans andet ægteskab med Sophie Dorothea af Württemberg.

### Ægteskab
Storfyrstinde Aleksandra blev gift den 30. oktober 1799 på Gattjina-slottet med ærkehertug Josef af Østrig. I ægteskabet blev der født en datter, Alexandrine, men både mor og barn døde som resultat af fødslen.

### Død
Ærkehertuginde Aleksandra døde 19 år gammel i barselsseng den 16. marts 1801 i Buda i Ungarn.

## Eksterne links
- Wikimedia Commons har flere filer relateret til Aleksandra Pavlovna af Rusland